# Dabra
Dabra es una localidad de la India, en el distrito de Gwalior, estado de Madhya Pradesh.

## Geografía
Se encuentra a una altitud de 208 m s. n. m. a 417 km de la capital estatal, Bhopal, en la zona horaria UTC +5:30.

## Demografía
Según estimación 2010 contaba con una población de 65 877 habitantes.